# Домище
Домище е село в Южна България. То се намира в община Кирково, област Кърджали.

## География
Село Домище се намира в планински район.
Местности: „Чуката“, „Чаркви“, „Буругата“, „Усище“ и други. Около селото се намират два микро язовира, които носят имената на местностите „Голяма нива“ /по-големият от тях/ и „Кашла“ /по-малкият/.